# Dienst Ruimtelijke Ordening
De Dienst Ruimtelijke Ordening van Amsterdam (DRO) is een gemeentelijke instantie, die waakt over de ruimtelijke indeling van de stad Amsterdam.
Ze ontstond op 1 januari 1980 als afsplitsing van de Dienst der Publieke Werken. De eerste directeur was Ton de Gier, in de tijd van Publieke Werken de opvolger van Jacoba Mulder. Volgens de eigen omschrijving “zorgt ze voor een samenhangende ruimtelijk ontwikkeling van de stad”.
De dienst kreeg in 2015 een nieuwe naam “Ruimte en Duurzaamheid”.  